# Kenneth Noland
Kenneth Noland, född 10 april 1924 i Asheville, North Carolina, död 5 januari 2010 i Port Clyde, Maine, var en amerikansk målare, en av Washington Color Painters.
Nolands huvudtema framför alla andra är hur färgen förhåller sig till dukens struktur. På 1950-talet och början av 1960-talet gjorde han och Morris Louis, under påverkan av Helen Frankenthaler, s.k. ”fläckmålningar”. 
Under slutet av 1960-talet målade Noland långa, smala dukar med horisontella ränder i lysande färger, till exempel Graded Exposure (1967), med sina graderade skikt, och Via Blues (1967). Med verk som China Blue (1971) övergick han till Mondrianliknande geometriska målningar i starka färger.